# Woluwe-Saint-Lambert
Woluwe-Saint-Lambert (niderl. Sint-Lambrechts-Woluwe) – miasto i gmina w Belgii, jedna z 19 w dwujęzycznym Regionie Stołecznym Brukseli, w Okręgu Stołecznym Brukseli. 1 stycznia 2023 liczyła 59 778 mieszkańców, w tym niemal 40% obcokrajowców (1 stycznia 2022). Bogata gmina rezydencyjna.

## Transport
Gminę Woluwe-Saint-Lambert obsługują następujące stacje linii nr 1 brukselskiego metra: Joséphine-Charlotte, Gribaumont, Tomberg, Roodebeek, Vandervelde, Alma i Crainhem/Kraainem.

## Współpraca
Miejscowości partnerskie:
- Celle, Niemcy
- M'Bazi, Rwanda
- Meudon, Francja